# 에버 부비부비
에버 부비부비(Ever BubiBubi)는 KT테크가 2010년 3월 10일에 출시한 휴대 전화기이다.